# Walter Mixa
Walter Johannes Mixa (né le 25 avril 1941 à Königshütte) est un évêque allemand. Il est évêque d'Eichstätt de 1996 à 2005 et d'Augsbourg de 2005 à 2010. Il est aussi évêque militaire de la Bundeswehr de 2000 à 2010.
À la suite d'articles de média mentionnant des irrégularités financières et des violences à l'égard d'enfants dans les années 1970 et 1980, Walter Mixa présente sa démission au pape en avril 2010 qui l'accepte.

## Biographie
Après l'expulsion des Allemands de la Haute-Silésie en 1945, la famille Mixa s'installe à Heidenheim an der Brenz. Mixa fréquente le gymnasium de sciences naturelles de Heidenheim (où il est actif au sein de la Bund Neudeutschland), puis le lycée de l'abbaye de Fockenfeld (de). Il obtient l'abitur en 1964. Il étudie de 1964 à 1970 la philosophie et la théologie catholique à Dillingen et Fribourg. Il est ordonné diacre le 20 juillet 1969 et prêtre le 27 juin 1970 à Dillingen par Josef Stimpfle. Par la suite, il est assistant de recherche auprès de Hermann Lais (de) à la chaire de dogmatique de la nouvelle faculté catholique de théologie de l'université d'Augsbourg et obtient un doctorat. En même temps, il travaille comme vicaire paroissial à Weilach et est enseignant religieux dans plusieurs écoles.
En 1975, Mixa devient curé de Schrobenhausen et doyen régional du diocèse d'Altbayern (doyenné de Schrobenhausen, Neuburg/Donau, Pfaffenhofen) et, à partir de 1983, directeur de la formation des prêtres du diocèse d'Augsbourg et membre du jury du second examen des prêtres. Mixa est également dans les comités diocésains : en tant que membre du Conseil pastoral du diocèse d'Augsbourg (1977, 1993) et du Conseil des prêtres (1984, 1987, 1993).
Peu de temps après avoir été nommé diacre, Mixa est nommé le 24 février 1996 par le pape Jean-Paul II évêque d'Eichstätt. Le 23 mars, il reçoit l'ordination épiscopale par son prédécesseur, le futur archevêque de Bamberg Karl Braun, dans la cathédrale d'Eichstätt, en compagnie du nonce apostolique en Allemagne Giovanni Lajolo et l'évêque d'Augsbourg Viktor Dammertz.
Au sein de la conférence épiscopale allemande, il est membre de la commission pour la pastorale et de la sous-commission pour les questions féminines. En outre, il devient vice-président de la commission des questions liturgiques et membre de la commission pour le mariage et la famille.
En tant qu'évêque d'Eichstätt, il est Magnus Cancellarius de l'université catholique d'Eichstätt-Ingolstadt (de) et président du Conseil de fondation de l'Université catholique d'Eichstätt. En 1997, Mixa est admis à l'Académie européenne des sciences et des arts. La même année, il est admis dans l'Ordre équestre du Saint-Sépulcre de Jérusalem, en tant que prieur de la province de la province de Bavière. En 1998, Walter Mixa fonde le Collegium Orientale pour mieux comprendre les rites orientaux dans l'Église catholique et augmenter le nombre d'étudiants à l'université d'Eichstätt.
Le 31 août 2000, il est nommé par le pape Jean-Paul II évêque militaire pour la Bundeswehr. Lors des Journées mondiales de la jeunesse 2005 à Cologne, Mixa organise une semaine d'aumônerie militaire avec plus de 200 soldats de la Bundeswehr et invite des forces armées d'Argentine, d'Équateur, de France, de Grande-Bretagne, d'Irlande, de Croatie, de Lituanie, des Pays-Bas, d'Autriche, de Pologne, de Suisse, de Slovaquie, d'Espagne, de Hongrie et des États-Unis.
Mixa est nommé le 16 juillet 2005 par le pape Benoît XVI évêque d'Augsbourg et introduit le 1er octobre 2005 à son nouveau poste.
Après plusieurs semaines de campagne de presse sur des allégations d'abus et de détournement, Mixa présente le 21 avril 2010 au pape Benoît XVI sa démission de la charge d'évêque d'Augsbourg et d'évêque des forces armées allemandes. Son conseiller Dirk Hermann Voss (de), controversé par son interview dans Panorama en avril 2010, est démis de ses fonctions de porte-parole. Trois jours après l'offre de démission, Mixa la révoque dans une lettre au pape. Le 8 mai, au lendemain de la découverte des enquêtes préliminaires du parquet d'Ingolstadt pour abus sexuel contre Mixa, qui seront arrêtées faute de soupçons suffisants, le pape Benoît XVI accepte la demande de démission. Il se réfère à un paragraphe du droit canonique qui prévoit le départ à la retraite d'un membre du clergé pour cause de maladie ou d'autres raisons graves. Le chapitre de la cathédrale du diocèse d'Augsbourg élit l'évêque auxiliaire d'Augsbourg Josef Grünwald (de) administrateur diocésain. Un service festif prévu le 18 juillet 2010 à la cathédrale d'Augsbourg à l'occasion du 40e anniversaire de l'ordination de Mixa est annulé par le diocèse et une célébration publique par le cardinal Giovanni Battista Re, préfet de la Congrégation pour les évêques du Vatican, interdite par écrit. Une demande de Mixa de célébrer son jubilé sacerdotal dans le centre de prière de Wigratzbad est rejetée.
Le 20 mai 2010, des prêtres et des laïcs du diocèse d'Augsbourg soutiennent cette décision à cause de l'attitude de Mixa. Mixa adresse une lettre ouverte au diocèse d'Augsbourg. Cette lettre où Mixa affirme son innocence [est lue lors d'une conférence des diacres et est reçue avec beaucoup de retenue. Le 12 juin 2010, Mixa retourne dans ses bureaux à Augsbourg. L'évêché d'Augsbourg lui fixe alors une date limite pour quitter le palais épiscopal.
Mixa annonce à la mi-juin qu'en juillet 2010 le pape Benoît XVI lui parlera personnellement. L'archevêque de Munich et Freising Reinhard Marx critique publiquement Mixa pour le comportement après sa démission et rejette ses allégations.
Le 23 juin 2010, Mixa annonce son départ de la résidence épiscopale et reprend l'accusation selon laquelle il fut forcé par une intrigue de l'église à démissionner. Il ne remet plus en question sa démission. Le même jour, le diocèse d'Augsbourg publie une lettre de Mixa, dans laquelle il demande pardon aux victimes.
Le 8 juillet 2010, Konrad Zdarsa est nommé nouvel évêque d'Augsbourg.
Le 21 mars 2012, le pape Benoît XVI nomme Mixa au Conseil pontifical pour la pastorale des services de la santé, qui est supprimée le 1er janvier 2017.

## Positions et controverses

### Holocauste et Israël
Lors d'un événement organisé par la CSU de Dinkelsbühl le 25 février 2009, Mixa suscite des discussions quand, parlant de Richard Williamson, l'évêque traditionaliste britannique de la Fraternité sacerdotale Saint-Pie-X, il compare les millions d'êtres humains morts pendant la Shoah au nombre de « neuf millions d'avortements » depuis 1976 « rien qu'en Allemagne ». En conséquence, il suscite des critiques, en particulier de certaines organisations juives en Allemagne.
En mars 2007, lors de la visite du Conseil permanent de la conférence épiscopale allemande en Israël, il parle d'une « situation de ghetto » dans les  territoires palestiniens occupés par Israël « presque raciste ». Cette comparaison déclenche l'indignation en Allemagne et en Israël.

### Critiques de la politique familiale allemande
En février 2007, Mixa critique les projets de la ministre allemande de la Famille, Ursula von der Leyen, de réduire d'autres prestations familiales pour financer de nouvelles structures d'accueil pour les enfants. Il déclare qu'elle vise principalement à recruter des jeunes femmes comme réserve de main-d'œuvre pour l'industrie, allant jusqu'à une comparaison avec l'idéologie de l'Allemagne de l'Est.
En octobre 2008, il qualifie l'augmentation prévue des allocations familiales de dix euros par mois d'insulte et de négligence flagrante des contributions des familles pour la société.

### Critique de l'athéisme
Dans son sermon de Pâques en 2009, Mixa s'en prend aux tendances athées au sein de la société et appelle une société impie « l'enfer sur terre » en comparaison des idéologies totalitaires et des régimes comme le national-socialisme et le communisme. De même, de nos jours, les gens seraient « exploités économiquement et moralement par des comportements impies ».
Les associations d'athéisme et pour la liberté religieuse comme la Fondation Giordano Bruno par Michael Schmidt-Salomon ou la Ligue internationale des non-religieux et athées par Rudolf Ladwig l'accusent en réponse de falsifier l'histoire et rappellent que la Ligue allemande des libres-penseurs fut dissoute par le Troisième Reich.

## Accusations

### Allégations d'abus sexuels et mauvais traitements
Le 8 mai 2010, le pape accepte la démission de Walter Mixa, évêque d'Augsbourg. Celui-ci avait reconnu avoir frappé des enfants dans les années 1970-1980. Il est également soupçonné d'abus sexuel sur mineur pendant les années 1990-2000. Ces allégations ont été signalées par l'Église à la justice allemande,.
Fin mars 2010, selon le Süddeutsche Zeitung s'appuyant sur plusieurs affidavits, Mixa aurait battu des mineurs dans les années 1970 et 1980 en tant que curé de Schrobenhausen. Le gouvernement de Haute-Bavière commence par examiner les allégations de faute professionnelle. Le diocèse d'Augsbourg et Mixa lui-même nient les allégations. Mixa a le soutien du Conseil diocésain des catholiques d'Augsbourg ainsi que d'anciens aumôniers.
Le 16 avril 2010, Mixa a admis qu'il « ne pouvait exclure » d'avoir giflé des adolescents « il y a 20 ou 30 ans », car c'était à l'époque une méthode d'éducation. Cependant, il continue à rejeter les allégations de fessée. La Conférence des évêques allemands se tient d'abord derrière Mixa, mais lui conseille peu après dans des entretiens à un retrait temporaire et l'annonce publiquement. Des politiciens de divers partis exigent la démission de Mixa. Le 21 avril 2010, Mixa pose sa démission au Vatican. Le 8 mai 2010, le Pape accepte cette demande de démission.
En réponse à l'enquête épiscopale peu accusatrice publiée par le Süddeutsche Zeitung, les témoignages à charge de membres du personnels et d'anciens pensionnaires se multiplient.
En janvier 2024, le Ministère public du canton de Saint-Gall en Suisse ouvre une procédure pénale contre lui pour harcèlement sexuel, pour des faits qui auraient eu lieu en 2012.

### Détournement de fonds
D'après les enquêtes d’Augsburger Allgemeine, du Donaukurier et le magazine politique de l'ARD Panorama, Mixa a détourné dans les années 1990 des fonds de la Fondation de l'orphelinat catholique de Schrobenhausen pour l'acquisition d'œuvres d'art, dont une gravure de Giovanni Battista Piranesi. En outre, du vin, des cadeaux à de nouveaux prêtres, des tapis d'église, un anneau d'évêque en or fin et des socles à colonne, placés dans le jardin paroissial inaccessible au public, ont été achetés aux frais de l'orphelinat. Les « missions financièrement peu claires » entre la fondation de l'orphelinat et la paroisse sont corrigées selon le diocèse d'Augsbourg jusqu'en 2000 ; déjà en 1996, certains objets furent repris et payés par Mixa quand il part d'Eichstätt. L'enquêteur spécial nommé par la fondation de l'orphelinat de Schrobenhausen, l'avocat Sebastian Knott, déclare que le remboursement est incomplet, il constate un écart de 10 000 à 15 000 DM.

### Infractions monétaires
Lors d'un voyage à l'étranger en tant qu'évêque militaire catholique, les douanes macédoniennes découvrent le 29 décembre 2001 à l'aéroport international de Skopje dans les bagages à main de Mixa une caisse d'environ 400 000 DM. Selon Mixa, l'argent vient d'un frère macédonien, qui lui a demandé de le déposer en Allemagne sur une banque de l'église. Selon ses propres déclarations, Mixa a déclaré l'argent qu'il transportait dans ses bagages à main à l'agent des douanes uniquement sur demande. L'infraction de change est réglée par voie diplomatique.